# Eygurande-et-Gardedeuil
Eygurande-et-Gardedeuil település Franciaországban, Dordogne megyében. Lakosainak száma 407 fő (2022. január 1.). Eygurande-et-Gardedeuil Servanches, Le Pizou, Montpon-Ménestérol, Saint-Antoine-sur-l’Isle, Saint-Barthélemy-de-Bellegarde és La Roche-Chalais községekkel határos.

## Népesség
A település népességének változása:
| Lakosok száma | 423  | 310  | 300  | 345  | 398  | 398  | 403  | 415  | 413  | 407  |
|               | 1968 | 1982 | 1990 | 2006 | 2013 | 2015 | 2017 | 2019 | 2020 | 2022 |